# Gimnastyka artystyczna na Letniej Uniwersjadzie 2017
Gimnastyka artystyczna na Letniej Uniwersjadzie 2017 – zawody gimnastyczne rozegrane w dniach 27–29 sierpnia w ramach letniej uniwersjady w Taipei Nangang Exhibition Center. W zmaganiach wzięło udział 66 zawodniczek.

## Medaliści
Kobiety
| Konkurencja                                          | Złoto                    | Srebro                   | Brąz                     |
| Układ z obręczą                                      | Julija Brawikowa         | Jekatierina Sieliezniewa | Katieryna Łucenko        |
| Układ z piłką                                        | Jekatierina Sieliezniewa | Julija Brawikowa         | Maria Trubacz            |
| Układ z maczugami                                    | Julija Brawikowa         | Katieryna Łucenko        | Jekatierina Sieliezniewa |
| Układ ze wstążką                                     | Julija Brawikowa         | Jekatierina Sieliezniewa | Takana Tatsuzawa         |
| Wielobój indywidualny                                | Julija Brawikowa         | Jekatierina Sieliezniewa | Hanna Bażko              |
| Układ grupowy z pięcioma obręczami                   | Rosja                    | Japonia                  | Korea Północna           |
| Układ grupowy z trzema piłkami oraz dwoma skakankami | Rosja                    | Chińskie Tajpej          | Ukraina                  |
| Wielobój grupowy                                     | Ukraina                  | Chińskie Tajpej          | Rosja                    |

## Klasyfikacja medalowa
| Miejsce | Reprezentacja   | Złoto | Srebro | Brąz | Razem |
| ------- | --------------- | ----- | ------ | ---- | ----- |
| 1.      | Rosja           | 7     | 4      | 2    | 13    |
| 2.      | Ukraina         | 1     | 1      | 2    | 4     |
| 3.      | Chińskie Tajpej | 0     | 2      | 0    | 2     |
| 4.      | Japonia         | 0     | 1      | 1    | 2     |
| 5.      | Białoruś        | 0     | 0      | 2    | 2     |
| 6.      | Korea Północna  | 0     | 0      | 1    | 1     |